# 콘텐츠 마케팅
콘텐츠 마케팅(영어: contents marketing)은 광고 및 마케팅 전략의 한 형태로, 유용하고 가치 있는 콘텐츠를 제작하고 활용하여 타겟 대상을 유치하고 고객을 유지하며, 브랜드 인지도를 증가시키는 것을 목표로 한다. 이는 광고보다는 소비자에게 유용한 정보를 제공함으로써 잠재 고객들의 관심을 끌고 신뢰를 구축하는 방식으로 작동한다. 브랜드 이미지 개선을 위해 소셜 미디어나 광고주 웹 사이트 등에 음악, 동영상 등을 업로드를 한다. 이는 기자가 뉴스를 작성하는 기법으로 콘텐츠를 생산하여 소비자에게 브랜드를 알리는 "브랜드 저널리즘(영어: Brand Journalism)"으로 정의할 수 있다. 광고와 뉴스의 구분이 모호해지고 언론과 광고주의 경계도 희미해지는 현상인 것이다.
콘텐츠 마케팅은 고객의 니즈를 파악하는 것에서 시작된다. 그런 다음 뉴스, 비디오, 백서 , 전자책 , 인포 그래픽 , 이메일 뉴스레터, 사례 연구, 팟캐스트 , 방법 안내, 질문 및 답변 기사, 사진, 블로그 등 다양한 형식으로 정보를 제공할 수 있다. 콘텐츠는 회사의 제품이나 서비스와 관련된 정보뿐만 아니라, 엔터테인먼트, 교육, 도움 정보 등의 다양한 주제로도 구성될 수 있다.
콘텐츠 마케팅은 바람직하게는 콘텐츠 마케팅 전략 내에서 대량의 콘텐츠를 지속적으로 제공해야 한다.

## 필요성
유료 서비스의 등장으로 콘텐츠를 이용하는 소비자의 영향력이 확대되며, 전략 중에서도 소비자와 직접적으로 대면하는 마케팅 영역의 전략이 더욱 주목받고 있다. 전략이 중요하고, 특히 그 전략을 콘텐츠 마케팅 영역에서 찾는 이유는 마케팅이 개인이나 조직의 목적을 만족시키기 위하여 아이디어, 상품, 그리고 서비스의 개념, 가격, 판촉 및 유통을 계획하고 수행하는 프로세스를 포함하기 때문이다. 마케팅은 시장과 시장의 움직임, 즉 고객의 필요(영어: Needs)와 욕구(영어: Wants)를 찾아 그 욕구를 충족시킬 수 있는 제품을 만들어 시장을 움직이는 과정이다. 어느 기업도 전체 시장의 모든 고객을 만족시키는 것은 불가능하다. 따라서 시장을 세분화하고, 세분된 시장을 파악하며, 고객을 이해할 필요가 있다. 그리고 더 나아가 고객이 살아가는 주변을 이해하여야 한다.
마케팅의 아버지로 불리는 포터는 성장과 경쟁의 압박속에 지속 가능한 이익의 창출이 어려워질수록 산업의 구조와 행위에 기반을 둔 탁월하고 가치 있는 전략의 확립이 필요함을 강조하였다. 특히 사업자들은 마케팅 활동을 통해 고객과 직접 대면하고, 고객과의 관계 속에서 미래 성장의 가능성을 발견해야만 지속적인 성장을 할 수 있다고 역설하였다.
차별화한 콘텐츠 사업자로서 수익성 있는 성장을 지속하는 것이 대부분의 사업자들이 지닌 전략적 목표다. 그리고 전략적 목표를 달성하기 위해서 사업자들은 사업의 가치를 체계적으로 정의하고, 소비자에게 전달하며, 이해시키는 데 전력을 기울인다.

## 기능
콘텐츠 마케팅은 명확히 정의된 목표 고객을 대상으로 이들이 매력을 느끼고 구매할 수 있는 가치 있는 콘텐츠를 창조하고 배포하는 마케팅 기법이며, 동시에 고객들의 선택이 기업에 이익을 가져올 수 있어야 한다.
1990년대에는 마케팅 담당자에게 모든 것이 바뀌었다. 컴퓨터와 인터넷의 등장으로 웹사이트와 블로그가 번창했고 기업은 이메일을 통해 콘텐츠 마케팅 기회를 찾았다.
전자 상거래 적응 및 디지털 유통은 마케팅 전략의 기초가 되었다.
인터넷은 또한 콘텐츠 마케팅이 마케팅의 주류 형태가 되도록 도왔다. 신문, 잡지, 라디오 및 TV와 같은 전통적인 미디어는 시장에서 힘을 잃기 시작했다.
기업들은 제품을 디지털 방식으로 홍보하고 판매하기 시작했다.콘텐츠 마케팅이란 단어는 일찍이 1996넌 미국 신문편집자협회의 회의에서 오페달(영어: John F. Oppedahl)이 언급하며 상용화하기 시작했고, 1998년 네스케이프에서 온라인 & 콘텐츠마케팅 부서를 만들며 본격적으로 국내에서도 사용되기 시작했다. 업계에서 수행되는 수많은 콘텐츠 마케팅 전략 중 저자가 가장 흥미롭게 분석한 콘텐츠 마케팅 전략은 타깃 고객을 설정하여, 해당 고객에게 적합한 장르를 분석하고 융합해 시장의 요구에 맞는 차별화된 미디어 상품을 창조하는 전략이다.
페이스북, 트위터, 유튜브와 같은 소셜 네트워크가 탄생한 2000년대 후반까지 온라인 콘텐츠 마케팅은 전 세계적으로 언제든지 접근 가능하고 공유 가능하며 주문형이었다.
2014년까지 Forbes Magazine의 웹사이트는 기업이 콘텐츠 마케팅을 사용하는 가장 인기 있는 7가지 방법에 대해 작성했다.  칼럼니스트는 2013년까지 전체 마케팅 전략의 일환으로 콘텐츠 마케팅 사용이 기업 전체에서 1년 전 60%에서 93%  로 급증했다고 지적한다. 조직의 70%가 더 많은 콘텐츠를 만들고 있다는 사실에도 불구하고 마케터의 21%만이 투자 수익을 성공적으로 추적하고 있다고 생각한다 .
미디어는 인간의 문화를 반영하고, TV는 영상과 음향을 통해 이를 보존하는 주체로서, 기록된 영상을 통해 다른 시간과 지역에 살고 있는 이들과 교류할 수 있는 수단이 된다. 특히 TV는 프로그램을 통해 인간의 문화를 한 세대에서 다음 세대로 전수하고, 집단적인 기억을 창출해 낸다. 텔레비전 전송 기술과 문화의 결합을 통해 시작된 프로그램은, “고정된 형태로서, 집단적 기억에 자리한 시각적 기록의 형태”가 되는 것이다.
시청자들이 열광했던 기억과 현재의 소비자 트렌드를 결합하여 새로운 상품을 창조하는 전략 중 콘텐츠 기업이 많이 사용하는 전략이 리메이크 전략이다. 시청자들이 프로그램을 처음 접할 때, 시청자들은 사회적 친근감(영어: social familiarity)을 위한 학습 환경(영어: learning environment)을 창조하기 위한 동기가 강하다. 그러나 해당 프로그램을 다시 볼 때는 프로그램에 대한 기억과 향수의 감정이 주요한 시청 동기로 작용한다.

## 목표
콘텐츠 마케팅의 목표는 다음과 같다:
1. 관심 유치: 유용하고 흥미로운 콘텐츠를 통해 잠재 고객들의 주목을 끌고 관심을 유발한다.
2. 고객 유치: 콘텐츠를 활용하여 고객들의 신뢰를 얻고, 브랜드와의 연결고리를 형성하며, 그들의 관심을 제품이나 서비스로 전환한다.
3. 브랜드 인지도 향상: 유용하고 공유가치 있는 콘텐츠를 제공함으로써 브랜드 인지도를 높이고, 기업의 전문성과 신뢰도를 강조한다.
4. 고객 충성도 증진: 지속적으로 유용한 콘텐츠를 제공함으로써 고객들의 충성도를 증진시키고 장기적인 고객 관계를 형성한다.

## 같이 보기
- 검색 엔진 최적화